# Divisiones menores del Atlético Huila
Las Divisiones menores de Atlético Huila son los equipos de reservas, juveniles e infantiles, tanto masculinos como femeninos, que representan a Atlético Huila en los torneos nacionales, departamentales y regionales de categorías inferiores. Se encuentra dividido en 9 secciones; Sub-20 A, Sub-20 B, Sub-17 A, Sub-17 B, Sub-15, Infantil, Pre-Infantil, Babys, Ponny.
Los equipos de divisiones menores y las escuelas de formación del club, entrenan en diferentes sedes en la ciudad de Neiva; además de tener sedes en los municipios de Rivera, Garzon.
En la actualidad, sus equipos compiten en la Liga de Fútbol de Neiva, y en los torneos nacionales organizados por la División Aficionada del Fútbol Colombiano.
A lo largo de los años, el club ha conquistado varios títulos, tanto juveniles como infantiles; varios de ellos de la Liga de Fútbol de Neiva en sus diferentes categorías.
Se encuentra dividido en 9 secciones; Sub-20 A, Sub-20 B, Sub-17 A, Sub-17 B, Sub-15, Infantil, Pre-Infantil, Babys, Ponny.

## Historia
El Club Deportivo Atlético Huila es una institución que cuenta con proyectos a nivel futbolístico fundamentales para la formación deportiva de niños y jóvenes que deciden practicar esta importante disciplina. Día a día el club se esmera por cumplir con los procesos que no sólo fortalecen las capacidades físicas sino también las actitudes y valores de sus integrantes para enfrentarse a la vida.
Como parte de estos proyectos sociales y de gran valor para la comunidad, el Club ‘Auriverde’ crea una escuela de formación distribuida en diferentes categorías, tales como Ponny, Babys, Pre-Infantil, Infantil, categoría sub-15, categoría sub-17 y categoría sub-20. Los jugadores con más proyección de nuestra  cantera son ascendidos al elenco profesional o promocionados en otros equipos a nivel nacional e internacional.

## Entrenadores actuales
2024
- Sub-15

| Dirección técnica actual | Dirección técnica actual | Dirección técnica actual | Dirección técnica actual |
| ------------------------ | ------------------------ | ------------------------ | ------------------------ |
| Entrenador               | Douglas Calderon         | Asistente técnico        | Sebastian Moreno         |
| Preparador Físico        | John Góngora             | Preparador Arqueros      | Fernando Montero         |

- Sub-17

| Dirección técnica actual | Dirección técnica actual | Dirección técnica actual | Dirección técnica actual |
| ------------------------ | ------------------------ | ------------------------ | ------------------------ |
| Entrenador               | Sergio Cedeño            | Asistente técnico        | Andrés Acosta            |
| Preparador Físico        | John Góngora             | Preparador Arqueros      | Fernando Montero         |

- Sub-20

| Dirección técnica actual | Dirección técnica actual | Dirección técnica actual | Dirección técnica actual |
| ------------------------ | ------------------------ | ------------------------ | ------------------------ |
| Entrenador:              | Nicolas Serrano          | Asistente técnico:       | Daniel Diaz              |
| Preparador Físico        | Yeison Quintero          | Preparador Arqueros      | Javier Buitrago          |

### Equipo de Trabajo
Cuerpo técnico del Atlético Huila en la temporada 2024.
| Dirección técnica actual  | Dirección técnica actual  | Dirección técnica actual  | Dirección técnica actual     |
| ------------------------- | ------------------------- | ------------------------- | ---------------------------- |
| Coordinador de Escuela:   | Stanley Sabagh            | Presidente:               | Jorge Fernando Perdomo       |
| Entrenador Escuela:       | Elver Rocha Cárdenas      | Director Técnico Sub. 20: | Dayron Alexander Pérez Calle |
| Director Técnico Sub. 17: | Roddy Díaz Urango         | Kinesiólogo:              | Oscar Mora Andrade           |
| Utilero:                  | Eduar Mosquera Valenzuela | Jefe de Prensa:           | Vanessa Díaz Piedrahita      |

## Franquicias
- Academia de Fútbol Atlético Huila en Garzon-Huila Bajo el nombre ¡Club Deportivo Independiente Garzón ! es una de las franquicias del Club Deportivo Atlético Huila ubicada en el municipio de Garzón Huila cuyo objetivo es despertar el sentido de pertenencia por nuestro equipo profesional además de la promoción del fútbol base y el crecimiento personal a través del deporte.

## Palmarés

### Torneos nacionales oficiales Masculinos (2)
| Competición Nacional                             | Títulos | Subcampeonatos |
| ------------------------------------------------ | ------- | -------------- |
| Supercopa Juvenil FCF (0/2)                      |         | 2015, 2024     |
| Copa Claro Sub 15 (1/0)                          | 2016    |                |
| Torneo de campamentos de Milán F.C. Sub 17 (1/0) | 2017    |                |

### Torneos Municipales Masculinos (1)
| Competición Nacional    | Títulos | Subcampeonatos |
| ----------------------- | ------- | -------------- |
| Copa Claro Sub 15 (1/0) | 2014    |                |

### Torneos Departamentales Masculinos (1)
| Competición Nacional                  | Títulos | Subcampeonatos |
| ------------------------------------- | ------- | -------------- |
| Torneo departamental prejuvenil (1/0) | 2016    |                |